# Pinzgauer
Pour les articles homonymes, voir Pinzgauer (homonymie).
La Pinzgauer une race bovine originaire de la partie orientale des Alpes, entre Allemagne, Autriche et Italie. Son nom international en anglais est pinzgau.

## Origine

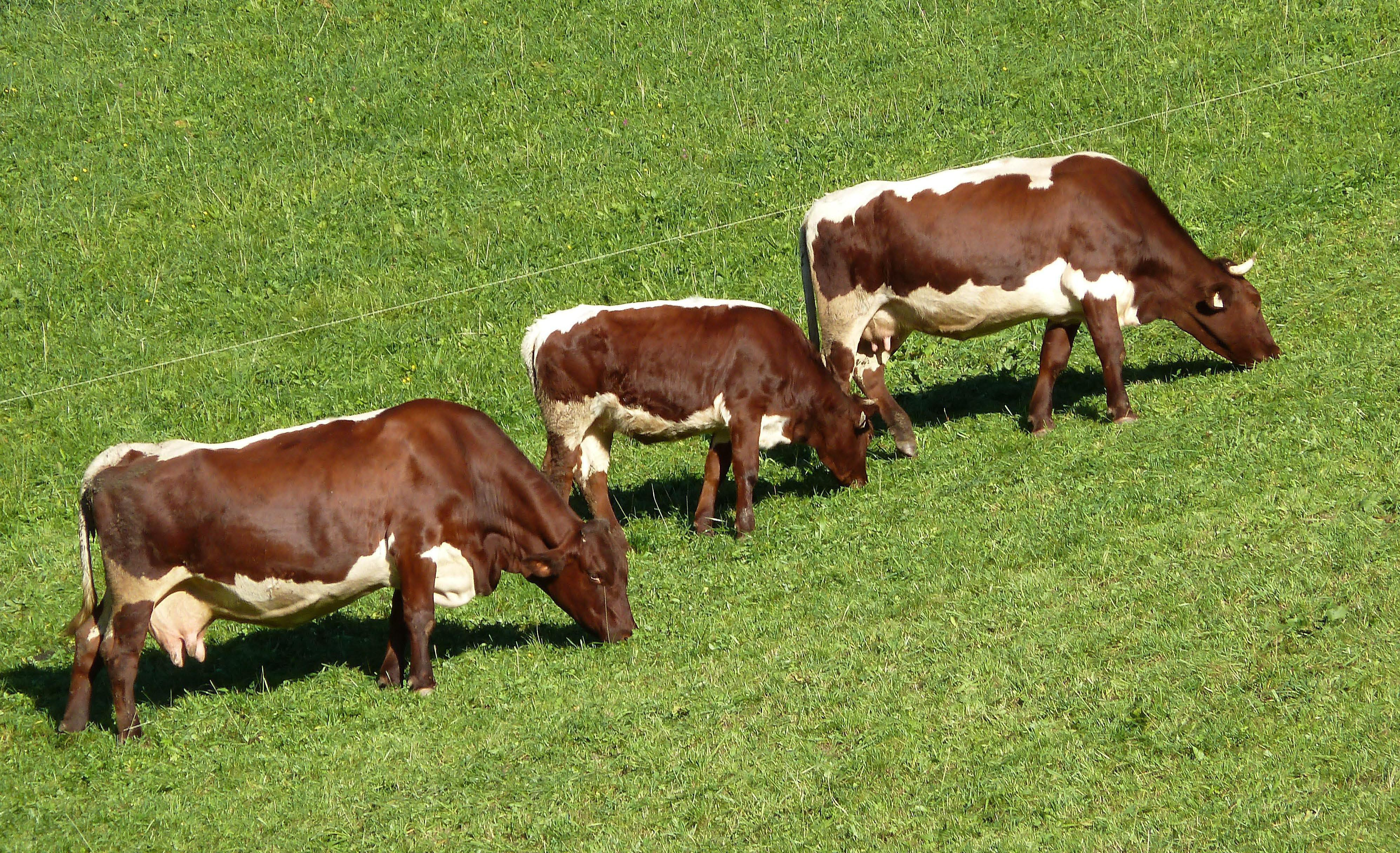
Pinzgauers à l'alpage.

### Historique
Elle est issue du métissage de tux-zillertal et de populations locales autrichiennes vers 1820 dans la région de Salzbourg ; le District de Zell am See porte aussi le nom de Pinzgau. C'est une race régionale dont l'aire de répartition dépasse les frontières, mais sa répartition correspond approximativement à la partie alpine de l'ancien empire d'Autriche.

### Géographique
Elle est élevée en Autriche où elle est reconnue comme race depuis l'ouverture du herd-book, registre généalogique, en 1921. La population est importante mais a subi les assauts de races plus productives et de métissages. Les effectifs sont passés de 27 200 en 1996 à 7 300 individus en 2011. Ils remontent depuis, pour atteindre 10 000 en 2014. Entre 1982 et 1995, de la semence de red holstein d'Allemagne, du Canada et des États-Unis a été introduite sur 5 à 20 % des vaches. Ce métissage refusé par certains éleveurs a conduit à la création d'une association d'éleveurs de pinzguaer originelle. Ils représentent autour de 5 000 animaux.
En Allemagne, la race s'est développée dans le sud alpin en Bavière. Elle reste une race à petits effectifs mais en légère hausse, passant de 300 à 700 individus entre 1997 et 2013. Dans ce pays, une partie des éleveurs a abandonné la mixité et orienté la race vers la production de viande. Ils ont nommé la race nouvellement inscrite Pinzgauer Fleischnutzung. Les effectifs à viande sont aussi faibles que ceux de la race originelle, passant de 430 à 630 individus en 2003 et 2013.
En Italie, elle est présente essentiellement dans la province autonome de Bolzano. Sa population a subi une forte décroissance dans les années 1980-1990, passant de 8 500 animaux en 1983, à un millier en 2000. Des mesures de protection ont été prises, permettant de stabiliser la population autour de 2 000 individus.
Les qualités de la race tôt reconnues lui ont ouvert les portes d'autres régions de l'empire autrichien, en Yougoslavie, Slovaquie, jusqu'en Roumanie, (où elle a contribué à créer la race pinzgau de transilvania) au Royaume-Uni et aux États-Unis.

## Morphologie

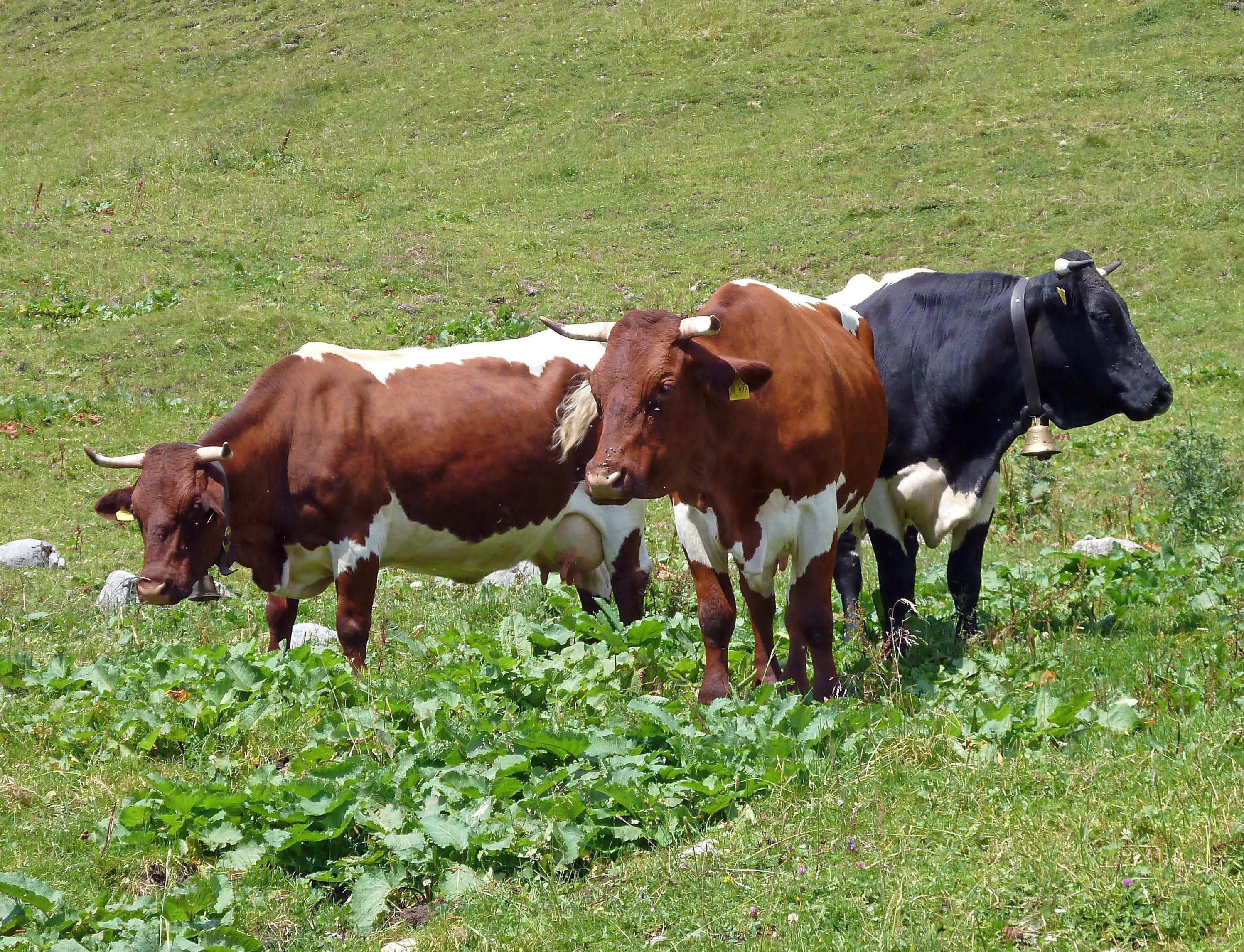
Pinzgauer rouge et noire.

C'est une race de robe pie rouge, de nuance foncée parfois presque acajou, avec du rouge dominant. La tête est presque toujours rouge. Une ligne blanche part de la gorge, longe le ventre, le cul et se termine sur la ligne dorsale. Les pattes sont munies de « chaussettes » rouges. Elle est de taille moyenne, 138 cm au garrot, et pèse 650 kg. Le taureau peut atteindre 147 cm pour 1 100 kg.
L'association des éleveurs germaniques la considère comme la plus jolie race bovine du monde. Il existe aussi quelques animaux en faible proportion à la robe pie noir. Ils étaient réputés porter chance aux éleveurs chez qui ils naissent.

## Aptitude

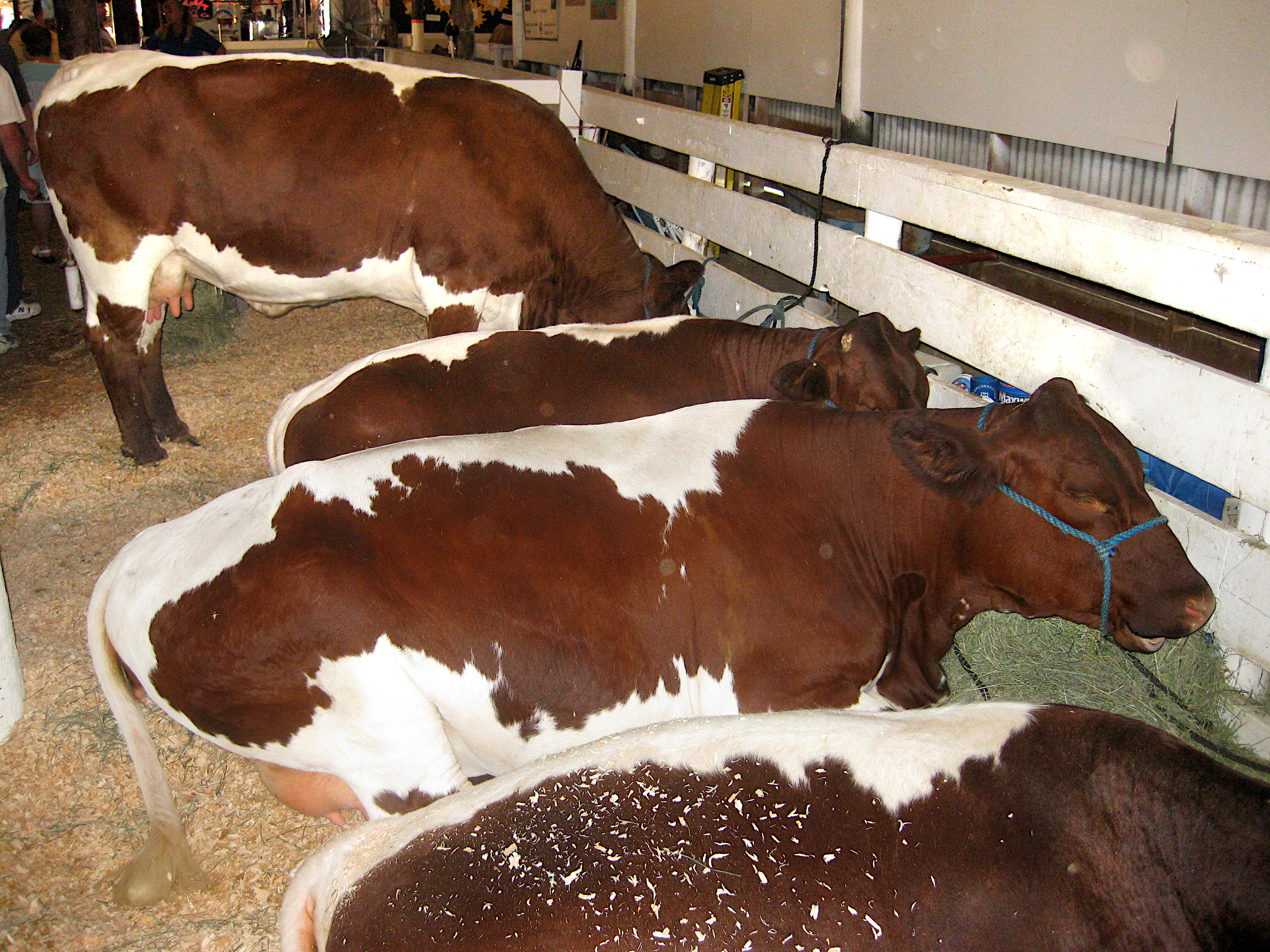
Pinzgauer aux États-Unis

### Élevage
La pinzgauer est une race rustique et robuste. Ses aptitudes, forgées dans une région montagneuse, lui ont permis de conquérir des régions rudes. Ses pattes robustes à sabots durs sont destinées à la recherche de nourriture en terrain pentu. Sa rusticité autorise la vie en plein air intégral durant l'été aux alpages et une bonne longévité. Elle accepte une nourriture parfois coriace et la transforme efficacement en viande et lait.
Elle est rustique, fertile, de bon caractère, bonne mère et s'adapte bien à diverses situations.
L'aptitude laitière, 5 300 kg par lactation. Le lait est utilisé pour l'élaboration de fromage.

### Viande
La pinzgauer est utilisée pour l'élevage des veaux de bonne conformation en croisement avec des races bouchères à conformation supérieure. La vache vêle aisément et nourrit bien son veau. Des gains de poids quotidiens de 1 kg pour les femelles et 1,1 kg pour les mâles sont enregistrés. Quatre produits sont issus de cet élevage. Les veaux de lait sont abattus au sevrage vers quatre mois à un poids de 150 à 200 kg. La production de taurillons et génisse d'un an peut se faire avec le troupeau à l'alpage. Les animaux sont dirigés vers la boucherie vers neuf mois-un an pour un poids de 250-350 kg au retour d'alpage. Enfin, l'élevage en parc concerne des animaux sevrés et engraissés avec des aliments concentrés. Il donne des animaux de 6 à 9 mois et un poids de 250 à 350 kg. Ce dernier système est plus productif mais donne une viande de moindre qualité. Des bovins sont finis aux céréales jusqu'à l'âge de quinze mois. Ils donnent une viande marbrée sans gras de couverture de couleur rouge vif.

### Génétique
Le métissage entre pinzgauer et red holstein donne des vaches à bon rendement laitier et aptitude à la vie en alpage. Les génisses sont recherchées et atteignent des prix élevés lors de ventes aux enchères.

## Sources